# Christoph Eigenmann
Christoph Eigenmann, né le 22 mai 1979 à Wattwil est un fondeur suisse.

## Carrière
Christoph Eigenmann a débuté en Coupe du monde en mars 2000 à Lahti et obtient son seul podium en mars 2006 lors du sprint de Changchun (2e). En décembre 2006, il remporte une étape du premier Tour de ski, le sprint libre disputé à Munich. Il compte trois participations aux Jeux olympiques (2002, 2006, 2010).

## Palmarès

### Jeux olympiques
| Épreuve / Édition      | Sprint                           | Sprint                           | 15 km                            | 15 km                            | Poursuite 2 × 15 km | 50 km | Relais | Relais    |
| Épreuve / Édition      | libre                            | classique                        | libre                            | classique                        | Poursuite 2 × 15 km | 50 km | Sprint | 4 × 10 km |
| JO 2002 Salt Lake City | 18e                              | Épreuve inexistante à cette date | Épreuve inexistante à cette date | —                                | —                   | —     | —      | —         |
| JO 2006 Turin          | 30e                              | Épreuve inexistante à cette date | Épreuve inexistante à cette date | —                                | —                   | —     | 15e    | —         |
| JO 2010 Vancouver      | Épreuve inexistante à cette date | 34e                              | —                                | Épreuve inexistante à cette date | —                   | —     | —      | —         |

### Coupe du monde
- Meilleur classement général : 27e en 2006.
- 1 podium individuel : 1 troisième place.